# Cordillera Whitmore
La cordillera Whitmore es una cadena montañosa aislada del sistema de la Montañas Transantárticas, situada en la región de la Tierra de Marie Byrd en la Antártida Occidental.
Consisten en tres montañas y un grupo de nunataks que se extienden a lo largo de 15 millas. El grupo fue visitado y estudiado el 2 de enero de 1959 por William H. Chapman, cartógrafo del Horlick Mountains Traverse (1958-59). Las montañas fueron nombradas por Chapman en honor a George D. Whitmore, Ingeniero Topográfico Jefe del Servicio Geológico de los Estados Unidos (USGS), quien fue miembro del Grupo de Trabajo de Cartografía del Comité Científico de Investigaciones Antárticas.